# Chiesa di San Bartolomeo Apostolo (Papozze)
La chiesa di San Bartolomeo Apostolo, nota anche come chiesa dei Santi Bartolomeo e Carlo, è la parrocchiale di Papozze, in provincia di Rovigo e diocesi di Adria-Rovigo.

## Storia

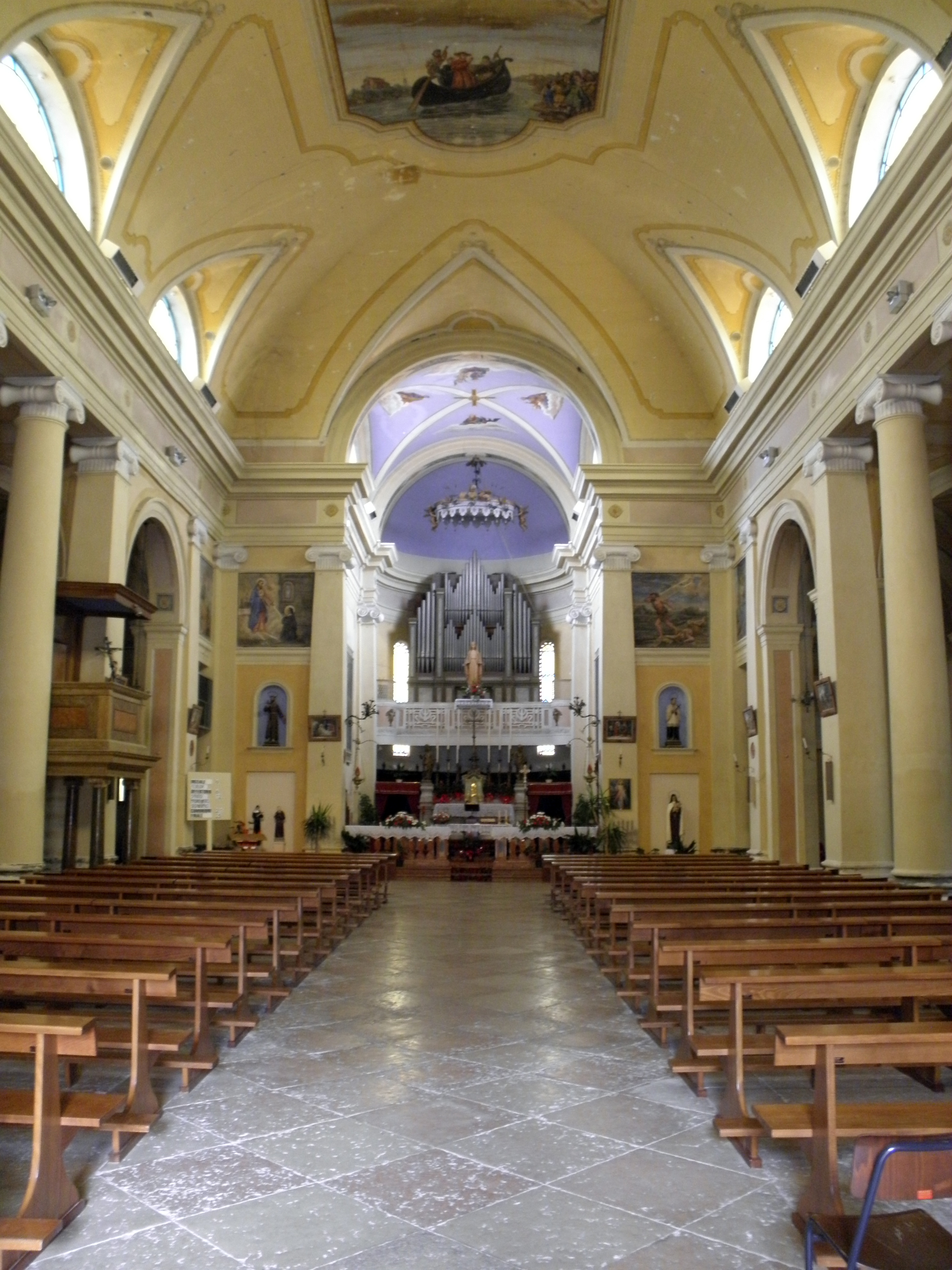
L'interno

Il territorio, posto sotto il dominio del marchesato estanse, dove era già presente il nucleo dell'abitato di Papozze venne acquistato per 1150 denari ferrarini da Marco e Matteo Quirini da Tebaldino, figlio di fu Donato, da Castel Tebaldo, detto Papozzo o Papoccio, nel 1255, contratto stipulato a Venezia, il 14 novembre, nel chiostro del convento benedettino dei Santi Filippo e Giacomo. Questo era compreso tra il canale Goresina, la Rupta Ficaroli (il Po nuovo) e il canale Longole, detto anche Corbola.
La necessità di fornire un adeguato luogo di culto agli abitanti, che avevano provveduto a risanare il terreno e riconvertirlo all'agricoltura dalla rovinosa rotta del Po, a Ficarolo, di un centinaio d'anni prima, era da attribuire alla distanza del luogo e alla difficoltà del terreno, ancora per la maggior parte paludoso e malsano, dalla pieve di Villanova (ora Villanova Marchesana) e dalla sede diocesana, Adria. È ipotizzabile che l'allora vescovo di Adria, Giacomo degli Obizzi, oltre a confermare la concessione ai Quirini di ricevere la decima dei novali, della selva e delle paludi del territorio da loro posseduto anche il permesso di costruire un nuovo edificio religioso.
Nel Codex Adrianus si legge che il 16 settembre del 1295 il priore di Santa Maria dei Sabbioni di Rovigo fu delegato dal vescovo di Adria Bonaggiunta (o Bonazonta secondo altre fonti), in quanto impedito da una malattia, di posare la prima pietra dell'erigenda chiesa di San Bartolomeo Apostolo di Papozze; nel 1297 il giurispatronato fu concesso alla famiglia dei Quirini (citati come Querini da altre fonti).
La chiesa citata diverse volte in alcuni documenti, tra i quali il Memorabilia di Giampietro Ferretti, scritti negli anni trenta del XVI secolo, per quanto non ne dia notizia certa molto probabilmente non era quella duecentesca, ma un rifacimento posteriore. Alcune notizie sull'aspetto dell'edificio arrivano da due visite pastorali compite nella seconda parte del secolo del vescovo Giulio Canani, che annotò la presenza di un vecchio campanile e di cinque altari. Una successiva relazione del vicario Peroto, nella sua visita pastorale del 1603, si apprende che l'edificio aveva una navata maggiore e una laterale, confermando la presenza dei cinque altari.
Tra il 1625 ed il 1626 la chiesa venne riedificata per volere dell'allora parroco don Antonio Moregola; la consacrazione fu impartita 16 settembre 1646 dall'allora vescovo Giovanni Paolo Savio.
All'inizio del XIX secolo questo edificio era ormai pericolante, tanto che nel 1837 venne chiuso: si decise, pertanto, di demolirla e di rifarla ex novo. Incaricato di redigere il progetto della nuova chiesa fu l'architetto veneziano Gianbattista Meduna, progetto che dopo una serie di intoppi burocratici fu visionato il 13 settembre 1842 dall'allora responsabile del Regno Lombardo-Veneto per Venezia. Questo notificò alla Curia che non avrebbe approvato il sussidio di 20 000 lire richiesto dal comune e che il preventivo del Meduna, dell'ammontare di 56 747 lire, era troppo oneroso, di conseguenza per abbassare le spese bisognava ridurre sostanzialmente il progetto originale.
Il problema del reperimento dei fondi necessari, che preoccupava parroco e parrocchiani, fu preso a cuore dal vescovo Bernardo Antonino Squarcina, che personalmente si rese disponibile a sollecitare le autorità politiche oltre le 2 000 lire che dal 1839 il Comune di Papozze era stato autorizzato ad accantonare. Intanto, nel 1844, allo scopo di potersi sottrarre alla sovvenzione dei lavori i Querini decisero di rinunciare al giurispatronato su questa e sulla chiesa parrocchiale di Mazzorno. Alla fine il dispaccio datato 21 gennaio 1845 autorizzò la costruzione della nuova chiesa, che venne eretta, come precedentemente richiesto, basandosi sul progetto del Meduna ma ampiamente rimaneggiato e mortificato, edificio che sotto la supervisione dell'arciprete Appiano Felletti fu portato a termine, a una sola navata, nel 1848.. La chiesa fu infine interessata dall'ultima ristrutturazione dell'inizio del XX secolo, che la portò all'attuale aspetto: tra il 1914 ed il 1915 furono inizialmente innalzate le due navatelle laterali, completando i lavori, con la sistemazione della facciata, nel 1920.
Il 18 novembre 1924 il campanile, risalente all'inizio del XVII secolo, fu dichiarato monumento nazionale. È stato restaurato nel 2011 e ospita 5 campane a sistema veronese, fuse dalla fonderia Pietro Colbachini di Bassano del Grappa.
La dedicazione a san Carlo, che affianca quella ufficiale diocesana a san Bartolomeo, uno dei dodici apostoli di Gesù, è legata alla sosta e pernottamento in paese di Carlo Borromeo durante un suo viaggio da Ferrara a Venezia, fatto che, pur se decorato di fantasiosi particolari della locale tradizione popolare, ha un buon fondamento storico nella effettiva presenza del religioso il 6 febbraio nella città emiliana e in quella lagunare il successivo 8 febbraio 1580, dopo aver celebrata la messa nel villaggio di Fossae Clodiae, l’attuale Chioggia.

## Descrizione

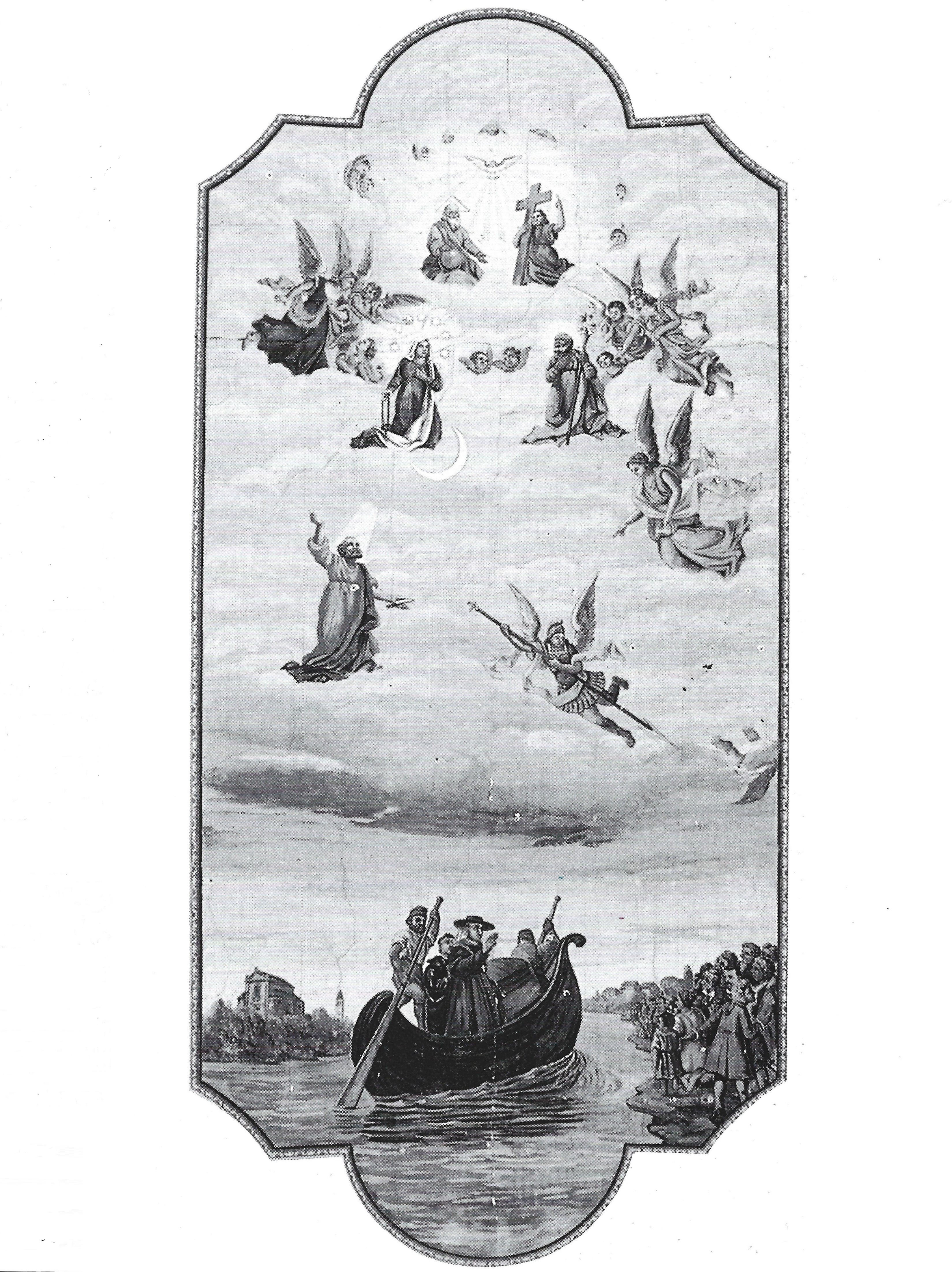
San Carlo Borromeo dal bucintoro benedice i fedeli, pittura a tempera di autore sconosciuto, soffitto della navata centrale.

L'edificio sorge ai margini dell'abitato, lungo la direttiva che collega il centro di Papozze all'argine del fiume Po, la cui pianta, orientata Nordest-Sudovest, offre la facciata al Grande Fiume, priva di sagrato, sulla piazza antistante.
La facciata è a salienti; la parte centrale è divisa in due registri, entrambi caratterizzati da lesene ioniche binate. Sopra il portale maggiore è posta una statua di Cristo.
Opere di pregio conservate all'interno sono un'icona il cui soggetto è San Bartolomeo Apostolo, di autore sconosciuto, la Madonna del Rosario, realizzata dallo Scarsellino, e una pala raffigurante i Santi Filippo e Giacomo, eseguita forse dal Garofalo.